# Anton von Widmann
Anton, baron von Widmann – austriacki dyplomata żyjący na przełomie XVIII i XIX wieku.
W latach 1771–1774  austriacki poseł w Sztokholmie. 
Jego małżonką została Marie Leopoldine Odrowaz-Sedlnitzky. Ich córka Anna von Widmann urodziła się w 1839 roku. O synu Antonie von Widdman-Sedlnitzky wspominał amerykański dyplomata John Lothrop Motley.